# Isopachys
Isopachys — рід сцинкоподібних ящірок родини сцинкових (Scincidae). Представники цього роду мешкають в Таїланді і М'янмі.

## Види
Рід Isopachys нараховує 4 види:
- Isopachys anguinoides (Boulenger, 1914)
- Isopachys borealis Lang & Böhme, 1990
- Isopachys gyldenstolpei Lönnberg, 1916
- Isopachys roulei (Angel, 1920)

## Етимологія
Наукова назва роду Isopachys походить від сполучення слів дав.-гр. ισος — рівний, однаковий і παχυς — великий, товстий.